# 文森特·汉考克
文森特·汉考克（英語：Vincent Hancock，1989年3月19日—），生于佛罗里达州夏洛特港口，是一名美国男子射击运动员。他曾参加2008年、2012年、2016、2020和2024年五届奥运，其中在2008年北京奥运、2012年伦敦奥运、2020東京奧运及2024巴黎奧运各摘得一枚金牌。